# Шосе Буенос-Айрес — Ла-Плата
Національний автошлях 1 (ісп. Ruta Nacional 1), також відомий як Шосе Буенос-Айрес — Ла-Плата (ісп. Autopista Buenos Aires-La Plata) та Шосе Доктора Рікардо Більбіна (ісп. Autopista Doctor Ricardo Balbín) — автотраса, що з'єднує Буенос-Айрес із містом Ла-Плата у провінції Буенос-Айрес. Довжина шосе становить 50 км (з номерами від 3 до 53 км). Воно позначене на карті червоним кольором. Шосе має дві смуги руху в кожен бік. На 31 км перетинається з автодорогою A004, яка є обов'язковою для маршрутів туристичних напрямків у місто Мар-дель-Плата й інші міста на Атлантичному узбережжі Буенос-Айреса.
Автомагістраль проходить з північного заходу на південний схід, по районах провінції Буенос-Айрес: Авельянеда, Кільмес, Берасатегі і Енсенада, недалеко від річки Ріо-де-ла-Плата.

## Історія
План створення шосе є частиною загального плану поліпшення транспорту Федеральної столиці і підготовлений мерією міста Буенос-Айрес у період між 1958 і 1965 роками, в ньому описується, зокрема, прибережне шосе між містами Тигре і Ла-Плата.
Через брак автодоріг між столицею республіки і провінцією назріла необхідність створення мережі нових шосе. У період 1961—1967 кількість аварій збільшилася в шість разів, також збільшилося число загиблих і серйозно травмованих.
У створенні національної автодороги за маршрутом Буенос-Айрес — Ла-Плата взяли участь Міністерство громадських робіт та Міністерства громадських робіт провінції Буенос-Айрес.
Проєкт представлено 3 серпня 1967 року. План виконання робіт включено до трирічного плану 1968—1970.
29 березня 1979 Національний комітет із транспорту підписав угоду з будівельними організаціями, яким було надано тендер для робіт з будівництва шосе Буенос-Айрес — Ла-Плата, розділений на три частини: перша частина включала околиці району Ла-Бока, зокрема міст через Ріачуело, друга частина включала район між містом Удсон і містом Ла-Плата і остання включала ділянку між вулицями Мартін Гарсія та проспектом 9 липня. Цю угоду схвалено провінційним законом 9343.
Після підписання контракту 30 березня 1981, 2 січня 1983 розпочато будівництво шосе. Контракт, що здійснювався за підтримки держави, переглядався кілька разів до вересня 1994 року.
Від 1 липня 1995 року відкрито рух на ділянці Буенос-Айрес — Кільмес. 17 листопада того ж року відкрито ділянку автодороги до перетину з дорогою RP 36 Хуан-Марія Гутьєррес, що веде до південно-східної частини провінції Буенос-Айрес. Нарешті, 24 травня 2002 року завершено шлях від Удсона до автодороги RP 11.
Первинний договір концесії передбачав також будівництво шосе Ріберена, яке мало пов'язати це шосе з шосе Ілія, що проходить через райони Пуерто-Мадеро і Ретіро в місті Буенос-Айрес.
У листопаді 2005 року розпочато роботи, щоб додати третю смугу до шосе в кожен бік руху на ділянці Буенос-Айрес — Кільмес (10 км), але на 8 км роботу зупинено.

## План автодороги

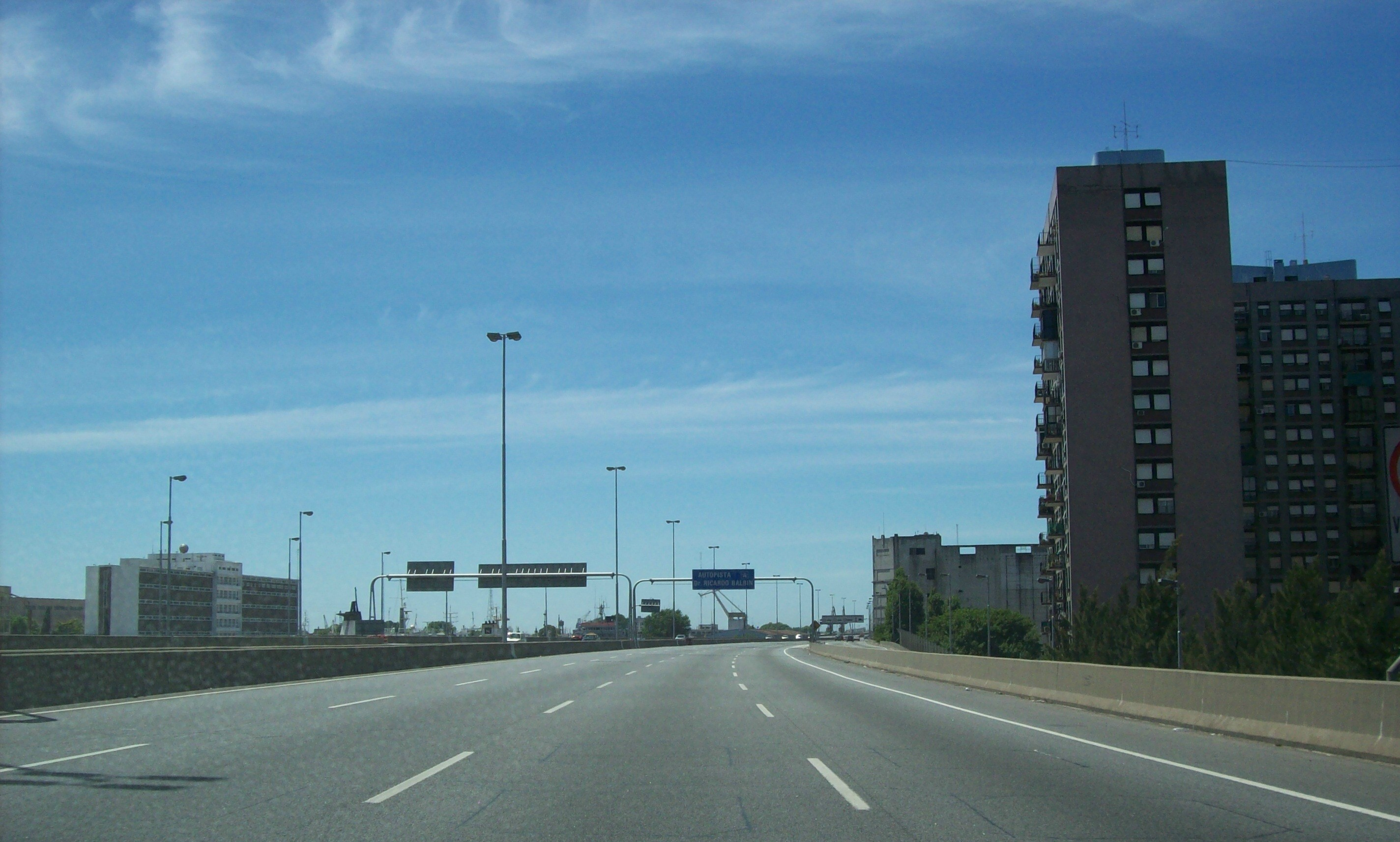
Шосе Буенос-Айрес — Ла-Плата в районі Ла-Бока.

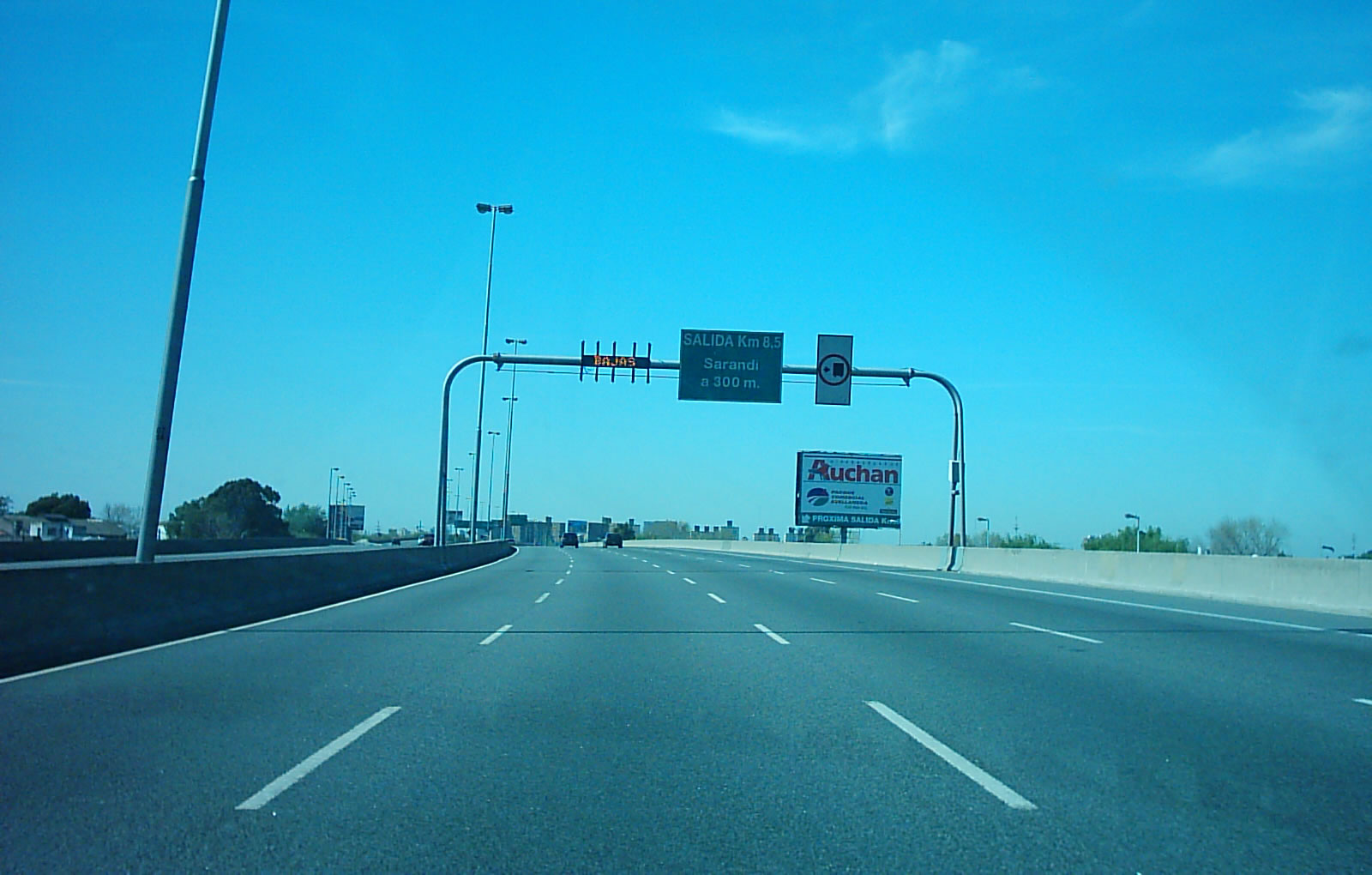
Шосе Буенос-Айрес — Ла-Плата

|  |  |  |  |

|  |  |  |  |

|  |  |  |  |

|  |  |  |  |

|  |  |  |  |

|  |  |  |  |

|  |  |  |  |

|  |  |  |  |

|  |  |  |  |

|  |  |  |  |

|  |  |  |  |

|  |  |  |  |

|  |  |  |  |

|  |  |  |  |

|  |  |  |  |

|  |  |  |  |

|  |  |  |  |

|  |  |  |  |

|  |  |  |  |

|  |  |  |  |

|  |  |  |  |

|  |  |  |  |

|  |  |  |  |

|  |  |  |  |

|  |  |  |  |

|  |  |  |  |

|  |  |  |  |

|  |  |  |  |

|  |  |  |  |

|  |  |  |  |

|  |  |  |  |

|  |  |  |  |

|  |  |  |  |

|  |  |  |  |

|  |  |  |  |

|  |  |  |  |

|  |  |  |  |

|  |  |  |  |

|  |  |  |  |

|  |  |  |  |

|  |  |  |  |

|  |  |  |  |

|  |  |  |  |

|  |  |  |  |

|  |  |  |  |

|  |  |  |  |

|  |  |  |  |

|  |  |  |  |

|  |  |  |  |

|  |  |  |  |

|  |  |  |  |

|  |  |  |  |

|  |  |  |  |

|  |  |  |  |

|  |  |  |  |

|  |  |  |  |

|  |  |  |  |

|  |  |  |  |

|  |  |  |  |

|  |  |  |  |

|  |  |  |  |

|  |  |  |  |

|  |  |  |  |

|  |  |  |  |

|  |  |  |  |

|  |  |  |  |

|  |  |  |  |

|  |  |  |  |

|  |  |  |  |

|  |  |  |  |

|  |  |  |  |

|  |  |  |  |

|  |  |  |  |

|  |  |  |  |

|  |  |  |  |

|  |  |  |  |

|  |  |  |  |

|  |  |  |  |

|  |  |  |  |

|  |  |  |  |

|  |  |  |  |

|  |  |  |  |

|  |  |  |  |

|  |  |  |  |

|  |  |  |  |

|  |  |  |  |

|  |  |  |  |

|  |  |  |  |

|  |  |  |  |

|  |  |  |  |

|  |  |  |  |

|  |  |  |  |

|  |  |  |  |

|  |  |  |  |

|  |  |  |  |

|  |  |  |  |

|  |  |  |  |

|  |  |  |  |

|  |  |  |  |

|  |  |  |  |

|  |  |  |  |

|  |  |  |  |

|  |  |  |  |

|  |  |  |  |

|  |  |  |  |

|  |  |  |  |

|  |  |  |  |

|  |  |  |  |

|  |  |  |  |

|  |  |  |  |